# Karl Ludwig Ferdinand Blanckmeister
Karl Ludwig Ferdinand Blanckmeister (* 1819 in Langenbach (Vogtland); † 28. März 1883 in New York) war ein deutscher Jurist und Politiker.

## Leben
Als Sohn eines Pfarrers geboren, studierte Blanckmeister nach dem Besuch des Gymnasiums in Plauen von 1834 bis 1841 Rechtswissenschaften in Leipzig. Während seines Studiums wurde er 1840 Mitglied der Leipziger Burschenschaft Kochei. Nach seinem Studium arbeitete er als Advokat in Adorf. Während der Revolution 1848/49 engagierte er sich als Mitglied des Demokratischen Vereins als Volksredner zusammen mit Wilhelm Adolph von Trützschler für die revolutionäre Bewegung. Im Juni 1848 war er zusammen mit Fritz Rödiger Organisator der ersten großen Volksversammlung des Vogtlandes. Blanckmeister wurde Bürgermeister von Mühltroff und 1849 in den Sächsischen Landtag gewählt. Während des Maiaufstandes war er Mitglied der Provisorischen Regierung; ab Mitte April 1849 wurde er Mitglied des Sozialdemokratischen Clubs, einer kleinen Splittergruppe des Landtags, die in Sachsen das erste Mal überhaupt unter diesem Namen agierte. Nachdem die Revolution gescheitert war, wurde er zusammen mit Rödiger verhaftet und zu zehn Jahren Zuchthaus verurteilt. In der Nacht des 28. Juli 1851 gelang ihm gemeinsam mit Rödiger die Flucht. Auf seiner Flucht wurde er in Jena kurzzeitig bei der Burschenschaft Germania Jena versteckt, bevor er über Weimar, Göttingen und Bremen in die USA entkam, wo er als Zeitungskorrespondent und später als Fotograf arbeitete.